# Samsung Galaxy J7 (2017)
Il Samsung Galaxy J7 (2017) (o Galaxy J7 Pro nella versione con 64 GB di memoria interna) è uno smartphone Android dual SIM di fascia bassa prodotto da Samsung, facente parte della serie Galaxy J.

## Caratteristiche tecniche

### Hardware
Il Galaxy J7 (2017) è uno smartphone con form factor di tipo slate, misura 152.5 x 74.8 x 8 millimetri e pesa 181 grammi.
Il dispositivo è dotato di connettività GSM, HSPA, LTE, di Wi-Fi 802.11 a/b/g/n/ac dual band con supporto a Wi-Fi Direct e hotspot, di Bluetooth 4.1 con A2DP ed LE, di GPS con A-GPS, GLONASS e BDS, di NFC e di radio FM. Ha una porta microUSB 2.0 OTG ed un ingresso per jack audio da 3.5 mm.
Il Galaxy J7 (2017) è dotato di schermo touchscreen capacitivo da 5.5 pollici di diagonale, di tipo S-AMOLED con aspect ratio 16:9 e risoluzione full HD 1080 x 1920 pixel (densità di 401 pixel per pollice). Il frame laterale ed il retro sono in alluminio. La batteria agli ioni di litio da 3600 mAh non è removibile dall'utente.
Il chipset è un Exynos 7870 Octa, con CPU octa-core formata da 8 Cortex-A53 a 1.6 GHz e GPU Mali-T830 MP1. La memoria interna è una eMMC 5.1 da 16 GB, mentre la RAM è di 3 GB.
La fotocamera posteriore ha un sensore da 13 megapixel, dotato di autofocus, HDR e flash LED, in grado di registrare al massimo video full HD a 30 fotogrammi al secondo, anche la fotocamera anteriore è da 13 megapixel, con flash LED e registrazione di video full HD a 30 fotogrammi al secondo.

### Software
Il sistema operativo è Android, in versione 7.0 Nougat, aggiornabile ufficialmente fino a 9.0 Pie.
Ha l'interfaccia utente Samsung Experience 8.1, che diventa One UI 1.1 con l'aggiornamento a Pie.

## Varianti
- Samsung Galaxy J7 Nxt (noto anche come J7 Core o J7 Neo), differisce dal J7 (2017) per la presenza di uno schermo HD (anziché Full HD), una batteria da 3000 mAh ed una fotocamera anteriore da 5 megapixel;[6]
- Samsung Galaxy J7 V, differisce dal J7 (2017) per la presenza di una fotocamera posteriore da 8 megapixel e di una anteriore da 5, di uno schermo HD, di 2 GB di RAM, di un chipset Snapdragon 626 ed una batteria da 3300 mAh;[7]
- Samsung Galaxy J7+, differisce dal J7 (2017) per la presenza di 4 GB di RAM, 32 di memoria interna, chipset MediaTek Helio P20, batteria da 3.000 mAh, fotocamera posteriore doppia (13+5 MP) e anteriore da 16 MP (anziché 13);[8]
- Samsung Galaxy J7 Max, differisce dal J7+ per la presenza del reparto fotografico del J7 (2017), di uno schermo più ampio (5,7") e di una batteria da 3300 mAh;[9]
- Samsung Galaxy J7 Perx (specifiche);
- Samsung Galaxy J7 Sky Pro (specifiche).